# Seva Foundation
Seva Foundation («Фонд Сева») — некоммерческая благотворительная организация, основанная в декабре 1978 года с целью «проявлять сострадание в действии в глобальном масштабе и уменьшить страдания в мире». Помогает создавать и распределять денежные ресурсы и персонал для различных благотворительных проектов по всему миру. Фонд был основан Ларри Бриллиантом и его женой Гириджей. Одним из членов правления фонда является Рам Дасс.
Программы фонда в ряде регионов мира направлены на решение «местных проблем», таких как излечивание слепых среди бедного населения в Непале, Индии, Тибете, Камбодже и Танзании; проекты по социальному развитию в Мексике и восстановление сельскохозяйственной жизни обедневших сельских жителей Гватемалы; программы по лечению диабета; поддержка индейцев Северной Америки. В Индии фонд работает в тесной связи с офтальмологическим госпиталем Аравинда в Мадурае.